# Campeonato Mundial de Atletismo Juvenil de 2003
O Campeonato Mundial de Atletismo Juvenil de 2003 foi a versão de 2003 do Campeonato Mundial de Atletismo Juvenil. Foi realizado em Sherbrooke, Quebec, Canadá de 9 a 13 de julho. 

## Resultados

### Masculino
| Evento                 | Ouro                                                                          | Ouro        | Prata                                                                  | Prata       | Bronze                                                                | Bronze      |
| ---------------------- | ----------------------------------------------------------------------------- | ----------- | ---------------------------------------------------------------------- | ----------- | --------------------------------------------------------------------- | ----------- |
| 100 m                  | Yahya Al-Gahes · Arábia Saudita                                               | 10.69       | Yahya Hassan I. Habeeb · Arábia Saudita                                | 10.73       | Craig Pickering · Grã-Bretanha                                        | 10.85       |
| 200 m                  | Usain Bolt · Jamaica                                                          | 20.40 CR    | Michael Grant · Estados Unidos                                         | 21.04       | Jamahl Alert · Grã-Bretanha                                           | 21.35       |
| 400 m                  | Ali Nagmeldin Abubakr · Sudão                                                 | 46.10 CR    | Cedric Goodman · Estados Unidos                                        | 46.42       | Željko Vincek · Croácia                                               | 47.45       |
| 800 m                  | Mohammed Al-Salhi · Arábia Saudita                                            | 1:48.79 CR  | Bernard Kiptanui · Quénia                                              | 1:49.14     | Abraham Kipngetich · Quénia                                           | 1:49.17     |
| 1500 m                 | Benson Marrianyi · Quénia                                                     | 3:44.94 PB  | Samson Kiplangat · Quénia                                              | 3:45.13     | Isaac Mboyaza · África do Sul                                         | 3:48.05 PB  |
| 3000 m                 | Augustine Choge · Quénia                                                      | 7:52.53     | Tariku Bekele · Etiópia                                                | 7:54.71 PB  | Shimelis Girma · Etiópia                                              | 7:55.12 PB  |
| 2000 m Obs.            | Ronald Kipchumba · Quénia                                                     | 5:30.27 WYR | Justus Kipchirchir · Quénia                                            | 5:31.24 PB  | Chris Winter · Canadá                                                 | 5:44.23 PB  |
| 110 m B 91.4 cm        | Jason Richardson · Estados Unidos                                             | 13.29 WYL   | Mubarak Al-Mabadi · Arábia Saudita                                     | 13.41 PB    | Alexander John · Alemanha                                             | 13.50 PB    |
| 400 m B 84.0 cm        | Jason Richardson · Estados Unidos                                             | 49.91 WYL   | Wouter le Roux · África do Sul                                         | 50.85 PB    | Jamaal Charles · Estados Unidos                                       | 51.48 PB    |
| Marcha atlética 10 km  | Aleksandr Prokhorov · Rússia                                                  | 42:16.16 CR | Makoto Sawada · Japão                                                  | 42:17.62 PB | Vyacheslav Golovin · Rússia                                           | 42:37.15 SB |
| Revezamento medley     | Estados Unidos · Jay Cooper · Michael Grant · Jamaal Charles · Cedric Goodman | 1:52.03 WYL | Polónia · Dariusz Kuć · Kamil Witkowski · Rafal Blocian · Ziemowit Rys | 1:53.08 SB  | Japão · Shinya Saburi · Kenji Fujimitsu · Naohiro Shinada · Go Tanabe | 1:53.11 SB  |
| Salto em altura        | Martin Gunther · Alemanha                                                     | 2.11        | Oleksandr Nartov · Ucrânia                                             | 2.11        | Hikaru Tsuchiya · Japão                                               | 2.11        |
| Salto com vara         | German Chiaraviglio · Argentina                                               | 5.15        | Dmitry Starodubtsev · Rússia                                           | 5.10 PB     | Steven Lewis · Grã-Bretanha                                           | 5.05 PB     |
| Salto em distância     | Naohiro Shinada · Japão                                                       | 7.61        | Yves Renaux · França                                                   | 7.44        | Ahmed Al-Sharfa · Arábia Saudita                                      | 7.15        |
| Salto triplo           | Dennis Fernández · Cuba                                                       | 15.77       | Mousa Abdou Alkam Qarqaran · Arábia Saudita                            | 15.60 PB    | Mohamed Abbas Darwish · Emirados Árabes Unidos                        | 15.55       |
| Arremesso de peso 5 kg | Feng Liu · China                                                              | 21.45 WYR   | Kyle Helf · Canadá                                                     | 20.79 PB    | Ameen Al-Aradi · Arábia Saudita                                       | 19.69 PB    |
| Disco 1.500 kg         | Ronnie Buckley · Austrália                                                    | 64.34 CR    | Jian Wu · China                                                        | 63.18 PB    | Yao-Hui Wang · Taipé Chinesa                                          | 60.00       |
| Martelo 5 kg           | Mikhail Levin · Rússia                                                        | 76.41       | Kristóf Németh · Hungria                                               | 75.59       | Sándor Pálhegyi · Hungria                                             | 75.47 PB    |
| Dardo 700g             | Julio Cesar de Oliveira · Brasil                                              | 81.16 CR    | John Robert Oosthuizen · África do Sul                                 | 81.07 PB    | Raldu Potgieter · África do Sul                                       | 75.56 PB    |
| Octatlo                | Andres Silva · Uruguai                                                        | 6456 WYR    | Andrei Krauchanka · Bielorrússia                                       | 6366        | Lukaš Patera · Chéquia                                                | 6316 PB     |

### Feminino
| Evento               | Ouro                                                                                        | Ouro        | Prata                                                                                | Prata        | Bronze                                                                                          | Bronze     |
| -------------------- | ------------------------------------------------------------------------------------------- | ----------- | ------------------------------------------------------------------------------------ | ------------ | ----------------------------------------------------------------------------------------------- | ---------- |
| 100 m                | Jessica Onyepunuka · Estados Unidos                                                         | 11.31 CR    | Krystin Lacy · Estados Unidos                                                        | 11.50        | Kelly-Ann Baptiste · Trindade e Tobago                                                          | 11.58      |
| 200 m                | Anneisha McLaughlin · Jamaica                                                               | 23.26       | Courtney Champion · Estados Unidos                                                   | 23.56        | Cleo Tyson · Estados Unidos                                                                     | 23.67      |
| 400 m                | Natasha Hastings · Estados Unidos                                                           | 53.41       | Antonina Krivoshapka · Rússia                                                        | 53.54 PB     | Jaimee-Lee Hoebergen · Austrália                                                                | 53.78 PB   |
| 800 m                | Mariya Shapaeva · Rússia                                                                    | 2:03.40 CR  | Olga Cristea · Moldávia                                                              | 2:04.30 PB   | Larisa Arcip · Roménia                                                                          | 2:04.31 PB |
| 1500 m               | Alem Techale · Etiópia                                                                      | 4:17.41 PB  | Jelena Ština · Letónia                                                               | 4:17.43      | Joyce Jepkosgei Musungu · Quénia                                                                | 4:17.65 PB |
| 3000 m               | Siham Hilali · Marrocos                                                                     | 9:12.70 PB  | Pasalia Kipkoech Chepkorir · Quénia                                                  | 9:13.77      | Yuko Nohara · Japão                                                                             | 9:14.82    |
| 100 m B 76.2 cm      | Sally McLellan · Austrália                                                                  | 13.42       | LaToya Greaves · Jamaica                                                             | 13.49        | Domenique Manning · Estados Unidos                                                              | 13.60      |
| 400 m B              | Zuzana Hejnova · Chéquia                                                                    | 57.54 CR    | Yekaterina Kostetskaya · Rússia                                                      | 58.37        | Mackenzie Hill · Estados Unidos                                                                 | 59.15      |
| Marcha atlética 5 km | Vera Sokolova · Rússia                                                                      | 22:50.23    | Ann Loughnane · Irlanda                                                              | 23:37.00 PB  | Noriko Nishide · Japão                                                                          | 23:50.69   |
| Revezamento medley   | Estados Unidos · Jessica Onyepunuka · Alexandria Anderson · Krystin Lacy · Natasha Hastings | 2:03.87 WYL | Jamaica · Samantha Henry · Sherline Duncan · Sonita Sutherland · Anneisha McLaughlin | 2:07.05 PB   | Rússia · Yelena Kremneva · Yelena Khvashchevskaya · Anastasiya Shuvalova · Antonina Krivoshapka | 2:07.52 PB |
| Salto em altura      | Iryna Kovalenko · Ucrânia                                                                   | 1.92 CR     | Annett Engel · Alemanha · Svetlana Shkolina · Rússia                                 | 1.86 PB 1.86 | –                                                                                               | –          |
| Salto com vara       | Lisa Ryzih · Alemanha                                                                       | 4.05        | Sviatlana Makarevich · Bielorrússia                                                  | 4.00 PB      | Charmaine Lucock · Austrália                                                                    | 4.00 PB    |
| Salto em distância   | Cristine Spataru · Roménia                                                                  | 6.41 CR     | Denisa Ščerbová · Chéquia                                                            | 6.40 PB      | Hanna Demydova · Ucrânia                                                                        | 6.15       |
| Salto triplo         | Cristine Spataru · Roménia                                                                  | 13.86 CR    | Elina Sorsa · Finlândia                                                              | 12.95        | Aliki-Yvoni Askitopoulou · Grécia                                                               | 12.93 PB   |
| Arremesso de peso    | Limin Jiang · China                                                                         | 15.60 WYL   | Magdalena Sobieszek · Polónia                                                        | 15.42 PB     | Marli Knoetze · África do Sul                                                                   | 15.10      |
| Disco                | Lisandra Rodriguez · Cuba                                                                   | 48.56       | Julie Bennell · Austrália                                                            | 48.32        | Kristina Gehrig · Alemanha                                                                      | 48.31      |
| Martelo              | Valentina Srša · Croácia                                                                    | 61.18       | Mariya Bespalova · Rússia                                                            | 57.81        | Johanna Hoppe · Alemanha                                                                        | 56.46      |
| Dardo                | Juan Xue · China                                                                            | 56.82 CR    | Bo-Ra Shin · Coreia do Sul                                                           | 53.74 PB     | Vivian Zimmer · Alemanha                                                                        | 52.20      |
| Heptatlo             | Marisa De Aniceto · França                                                                  | 5458        | Sarah Kern · Alemanha                                                                | 5445         | Marina Ponyarova · Rússia                                                                       | 5338 PB    |

## Quadro de medalhas
| Quadro de medalhas |                        |      |       |        |       |
| #                  | País                   | Ouro | Prata | Bronze | Total |
| 1                  | Estados Unidos         | 6    | 4     | 4      | 14    |
| 2                  | Rússia                 | 4    | 5     | 3      | 11    |
| 3                  | Quénia                 | 3    | 4     | 2      | 9     |
| 4                  | China                  | 3    | 1     | 0      | 4     |
| 5                  | Arábia Saudita         | 2    | 3     | 2      | 8     |
| 6                  | Alemanha               | 2    | 2     | 4      | 8     |
| 7                  | Jamaica                | 2    | 2     | 0      | 4     |
| 8                  | Austrália              | 2    | 1     | 2      | 5     |
| 9                  | Roménia                | 2    | 0     | 1      | 3     |
| 10                 | Cuba                   | 2    | 0     | 0      | 2     |
| 11                 | Japão                  | 1    | 1     | 4      | 6     |
| 12                 | Chéquia                | 1    | 1     | 1      | 3     |
| 12                 | Etiópia                | 1    | 1     | 1      | 3     |
| 12                 | Ucrânia                | 1    | 1     | 1      | 3     |
| 15                 | França                 | 1    | 1     | 0      | 2     |
| 16                 | Croácia                | 1    | 0     | 1      | 2     |
| 17                 | Argentina              | 1    | 0     | 0      | 1     |
| 17                 | Brasil                 | 1    | 0     | 0      | 1     |
| 17                 | Marrocos               | 1    | 0     | 0      | 1     |
| 17                 | Sudão                  | 1    | 0     | 0      | 1     |
| 17                 | Uruguai                | 1    | 0     | 0      | 1     |
| 22                 | África do Sul          | 0    | 2     | 3      | 5     |
| 23                 | Bielorrússia           | 0    | 2     | 0      | 2     |
| 23                 | Polónia                | 0    | 2     | 0      | 2     |
| 25                 | Canadá                 | 0    | 1     | 1      | 2     |
| 25                 | Hungria                | 0    | 1     | 1      | 2     |
| 27                 | Finlândia              | 0    | 1     | 0      | 1     |
| 27                 | Irlanda                | 0    | 1     | 0      | 1     |
| 27                 | Coreia do Sul          | 0    | 1     | 0      | 1     |
| 27                 | Letónia                | 0    | 1     | 0      | 1     |
| 27                 | Moldávia               | 0    | 1     | 0      | 1     |
| 32                 | Grã-Bretanha           | 0    | 0     | 3      | 3     |
| 33                 | Taipé Chinesa          | 0    | 0     | 1      | 1     |
| 33                 | Grécia                 | 0    | 0     | 1      | 1     |
| 33                 | Trindade e Tobago      | 0    | 0     | 1      | 1     |
| 33                 | Emirados Árabes Unidos | 0    | 0     | 1      | 1     |